# Józef Użycki
Józef Janusz Użycki (* 1. Dezember 1932 in Kiertynie, Oblast Lwiw, heute Ukraine; † 23. Dezember 2022 in Warschau) war ein polnischer Generalleutnant und Politiker der Polnischen Vereinigten Arbeiterpartei (PZPR), der zwischen 1983 und 1990 Chef des Generalstabes der Streitkräfte der Volksrepublik Polen war. Als Befehlshaber des Pommerschen Militärbezirks wurde er nach der Verhängung des Kriegsrechtes am 13. Dezember 1981 durch Wojciech Jaruzelski Mitglied des Militärrates der Nationalen Rettung WRON (Wojskowa Rada Ocalenia Narodowego) und gehörte diesem bis zum 21. Juli 1983 an.

## Leben

### Ausbildung zum Offizier und Aufstieg zum Generalmajor
Użycki wurde während des Zweiten Weltkrieges im Februar 1940 nach Sibirien deportiert und kehrte 1946 nach Polen zurück. Nach Beendigung der Schulausbildung trat er im September 1950 als Kadett seine Ausbildung in der Offiziersschule der Infanterie Nr. 1 Tadeusz Kościuszko in Breslau an und wurde nach Beendigung 1950 zum Leutnant befördert. Im Anschluss fand er Verwendung als Zugführer und später als stellvertretender Kompaniechef bei dem in Kielce stationierten 4. Infanterieregiment.
Nachdem er zwischen 1954 und 1957 Absolvent der Generalstabsakademie Karol Świerczewski war, fungierte er zunächst als Stabschef des 33. Mechanisierten Regiments in Nysa und danach von 1959 bis 1966 als Operationsoffizier im Stab des Schlesischen Militärbezirks. Danach war er erst stellvertretender Stabschef des 10. Panzerregiments in Opole sowie im August 1968 Kommandeur dieses Regiments während der Operation Donau genannten Niederschlagung des Prager Frühlings durch die Truppen des Warschauer Pakts. Im Anschluss übernahm er 1969 die Funktion als Stabschef und stellvertretender Befehlshaber der in Żagań stationierten 11. Panzerdivision Johann III. Sobieski, ehe er zwischen 1970 und 1973 ein Studium an der Militärakademie des Generalstabes der Sowjetischen Streitkräfte Kliment Jefremowitsch Woroschilow in Moskau absolvierte.
Nach seiner Rückkehr nach Polen wurde Oberst Użycki am 22. November 1973 Befehlshaber der 11. Panzerdivision und damit Nachfolger von Brigadegeneral Witold Wereszczyński, der wiederum Kommandant der Offiziersschule der Panzertruppen (Wyższa Szkoła Oficerska Wojsk Pancernych) in Posen wurde. Während seiner bis 1976 dauernden Dienstzeit wurde er 1974 zum Brigadegeneral befördert und 1976 durch Brigadegeneral Bolesław Matusz abgelöst. Daraufhin wurde er selbst 1976 Stabschef und stellvertretender Kommandeur des Pommerschen Militärbezirks (Pomorski Okręg Wojskowy) in Bydgoszcz.
Am 26. Februar 1978 erfolgte seine Ernennung zum Kommandeur des Pommerschen Militärbezirks als Nachfolger von Generalmajor Wojciech Barański. Als solcher wäre er im Kriegsfall auch Kommandeur der 1. Armee und wurde 1979 zum Generalmajor befördert. Darüber hinaus wurde er am 23. März 1980 auch für die PZPR zum Abgeordneten des Sejm gewählt und gehörte diesem bis zum 31. August 1985 an.

### Verhängung des Kriegsrechts 1981 und Chef des Generalstabes 1983 bis 1990
Nach der Verhängung des Kriegsrechtes am 13. Dezember 1981 durch Ministerpräsident Wojciech Jaruzelski wurde er auch Mitglied des Militärrates der Nationalen Rettung WRON (Wojskowa Rada Ocalenia Narodowego) und gehörte diesem bis zum 21. Juli 1983 an.
Am 1. April 1983 löste ihn Generalmajor Zbigniew Blechman als Kommandeurs des Militärbezirks Pommern ab, während Użycki selbst stellvertretender Chef des Generalstabes für Operationen wurde.
Nachdem Generalleutnant Florian Siwicki am 22. November 1983 von Ministerpräsident Jaruzelski zum Verteidigungsminister ernannt worden war, wurde er dessen Nachfolger als Chef des Generalstabes und war damit zuständig für die Planung und obersten Leitung der Streitkräfte. 1984 erfolgte seine Beförderung zum Generalleutnant. Gleichzeitig fungierte er bis zu seiner Ablösung durch Generalmajor Zdzisław Stelmaszuk am 22. September 1990 auch als stellvertretender Verteidigungsminister. Als Generalstabschef war er Mitverfasser einer 1990 vorgestellten neuen polnischen Verteidigungsdoktrin.
Am 3. Oktober 1991 wurde er offiziell in den Ruhestand verabschiedet.

### Orden und Auszeichnungen
Während seiner langjährigen Laufbahn wurde Użycki mehrfach mit in- und ausländischen Orden und Auszeichnungen geehrt. Zu den bedeutendsten Ehrungen gehören der Order Odrodzenia Polski, den er als Ritter und als Kommandeur verliehen bekam. Darüber hinaus erhielt er unter anderem das Verdienstkreuz der Republik Polen in Silber und Gold.
An ausländischen Orden erhielt er unter anderem jeweils von der Sowjetunion die Medaille „Festigung der Waffenbrüderschaft“, die Medaille „30. Jahrestag des Sieges im Großen Vaterländischen Krieg 1941–1945“ und die Medaille „70 Jahre Streitkräfte der UdSSR“.

## Veröffentlichungen
- Józef Użycki: Wojna konwencjonalna w Europie? Wyd. 1 Auflage. Wydawn. Ministerstwa Obrony Narodowej, Warszawa 1989, ISBN 978-83-11-07808-6. ISBN 8-31107-808-4
- Do trzech razy sztuka: droga USA do hegemonii, 2012, ISBN 8-37473-066-8